# 小行星95959
小行星95959（95959 Covadonga）是一颗绕太阳运转的小行星，为主小行星带小行星。该小行星于2003年9月28日发现。
該小行星以發現者胡安·拉克魯茲（Juan Lacruz）的妻子科瓦當加·坎布羅（Covadonga Camblor）命名。

## 轨道参数
小行星95959的轨道半长轴为3.0756867 UA，离心率为0.083。